# Davey Graham
David Michael Gordon Graham, connu sous le nom de Davey Graham (originellement Davy Graham), né le 22 novembre 1940 à Hinckley, Leicestershire Angleterre, et mort le 15 décembre 2008 d'un cancer du poumon, est un guitariste, l'une des figures les plus influentes de la révolution de la musique folk au Royaume-Uni dans les années 1960. Il a inspiré plusieurs des plus fameux guitaristes du monde de la guitare acoustique dans le style jeu aux doigts (fingerstyle), tel que Bert Jansch, John Renbourn, Martin Carthy, Paul Simon et même Jimmy Page, qui s'est fortement inspiré de She moved thru' the Bizarre/Blue Raga de Graham pour son solo de guitare White Summer (en). Graham est surtout connu pour sa composition acoustique instrumentale Anji (en).

## Biographie
Davy Graham est né d'une mère guyanienne et d'un père écossais. Il commence à jouer de la guitare à l'âge de 12 ans. Au cours de son adolescence, il est fortement influencé par un guitariste du nom de Steve Benbow, qui avait voyagé dans l'armée et qui jouait un style de musique pétri d'influences marocaines. À 19 ans, Graham écrit ce qui est probablement sa pièce la plus connue, au moins pour les guitaristes en herbe : la chanson acoustique solo Anji (voir ci-dessous). Colin Harper (en) attribue à Graham l'invention du concept de guitare instrumentale folk (tout en reconnaissant que John Fahey était dans la même voie, simultanément, aux États-Unis.)
Graham a, entre autres, attiré l'attention des guitaristes en apparaissant dans un film pour la télévision produit par Ken Russell en 1959, intitulé Hound Dogs and Bach Addicts: The Guitar Craze. Ce film était un épisode de la série d'émissions sur l'art intitulée Monitor, de la British Broadcasting Corporation (BBC).
Graham a présenté l'accordage alternatif en DADGAD aux guitaristes britanniques, mais il n'est pas clair qu'il en soit l'auteur, Bo Diddley utilisant lui-même cet accordage dans sa carrière professionnelle depuis 1955 et en compagnie de nombreux artistes comme les Rolling Stones qui ont débuté en tournant avec lui. Le principal attrait de cet accordage est qu'il permet au guitariste une liberté d'improvisation dans les aigües tout en maintenant une solide harmonie et un bon rythme dans les basses. Les accordages alternatifs existaient déjà et étaient bien utilisés par les guitaristes qui l'ont précédé (les accordages Open E et Open G étaient utilisés par les guitaristes de blues et les joueurs de guitare slide) son utilisation du DADGAD a introduit pour les guitaristes un second accordage que l'on peut qualifier de standard.
Durant les années 1960, il a produit une série d'albums contenant de la musique de partout sur la planète dans différents genres.
Ses différentes tournées continuelles lui ont permis d'apprendre et d'enregistrer différents styles de musique pour la guitare et plusieurs musiciens le placent parmi les fondateurs de la musique du monde.
En 2005, il est le sujet d'un documentaire radio de la BBC Whatever Happened to Davy Graham ? et il apparaît en 2006 dans un documentaire de la BBC intitulé Folk Britannia.
Récemment, il a travaillé en étroite collaboration avec le chanteur et auteur-compositeur Mark Pavey; il est revenu à la scène, jouant des concerts en direct et il a aussi recommencé à travailler avec des guitaristes familiers et des amis comme Bert Jansch, Duck Baker (en) et Martin Carthy. 
En 2007, Davey Graham avait sorti un nouvel album intitulé Broken Biscuits contenant des arrangements neufs et originaux de chansons traditionnelles de partout dans le monde.

## Musique
La musique de Davey Graham a souvent reçu de la rétroaction positive et elle a influencé de nombreux musiciens. Il est considéré comme l'un des artistes ayant contribué au développement du Folk Revival (en) en Grande-Bretagne, il a inspiré des artistes et des collègues tels que Bert Jansch, John Renbourn and Paul Simon. Jimmy Page and Robert Plant de Led Zeppelin ont cité Graham parmi leurs influences musicales. Des groupes de Folk Rock tels que les Fairport Convention et Pentangle laissent également percevoir l'influence de Graham.
Bien que Graham soit communément rattaché à la musique folk, la diversité de sa musique déborde le strict cadre de ce genre. De fortes influences du blues, du jazz et de la musique du Moyen-Orient se font souvent sentir dans son répertoire.

## Angi / Angie / Anji
La pièce de guitare acoustique solo Angie de Davey Graham, nommée d'après sa petite amie de l'époque, est apparue sur son premier disque vinyle 33 tours 3/4 AD en avril 1962. La pièce a été rapidement reprise par toute une génération de guitaristes en herbe et l'épellation du titre se transforma au petit bonheur. Avant même la sortie de l'album, Bert Jansch l'avait appris d'une bande sonore que Graham avait prêtée à sa demi-sœur, Jill Doyle, qui était une amie de Jansch. Ce dernier l'a intégrée sur son premier album en 1965 sous le nom de Angie. L'épellation Anji est devenue la plus populaire après sa reprise par le fameux duo Simon and Garfunkel sur leur disque à grand succès Sounds of Silence en 1966 et c'est sous le titre Angie qu'elle a été reprise par Chicken Shack sur leur album 100 Ton Chicken (en) en 1969.

## Filmographie
- The Servant, dirigé par Joseph Losey en 1963 présente Graham comme un guitariste jouant de son instrument sans qu'il n'apparaisse au générique.
- Cain's Film, a court-métrage dirigé par Jamie Wadhawan en 1969, montre Graham en tant que lui-même (jouant Rock Me), avec Alexander Trocchi, William Burroughs, Feliks Topolski et Shawn Phillips, également en tant qu'eux-mêmes. Graham est aussi crédité en tant que le compositeur.
- Davy peut également être vu dans le documentaire de 1959 "Cry Me a River" de la BBC sur le jeu de la guitare.
- Il peut être également vu dans un documentaire que la BBC lui a consacré.

## Discographie
- 3/4 AD (33 tours) (*) (1962)
- From a London Hootenanny (33 tours) (**) (1963)
- The Guitar Player (1963)
- Folk, Blues and Beyond (en) (1964)
- Midnight Man	(1966)
- After Hours (***) (1967)
- Large as Life and Twice as Natural (1968)
- Hat	(1969)
- Holly Kaleidoscope (1970)
- Goddington Boundary (1970)
- All that Moody (1976)
- The Complete Guitarist (1978)
- Dance for Two People	(1979)
- Folk Blues And All Points In Between (1985)
- The Guitar Player… Plus (1996)
- Playing in the Traffic

- (* Avec Alexis Korner, guitare, sur une piste)
- (** The Thameside Four et Davy Graham)
- (*** sortie en 1997, enregistré à l'Université de Hull)

Collaborations: 
- Folk Roots, New Routes (1965) avec Shirley Collins
- Broken Biscuits (2007) avec Mark Pavey